# Junes Sarmasti
Junes Sarmasti (pers. یونس سرمستی; ur. 4 kwietnia 1994) – irański zapaśnik walczący w stylu wolnym. 

## Kariera sportowa
Brązowy medalista mistrzostw Azji w 2015. Akademicki mistrz świata z 2016. Pierwszy w Pucharze Świata w 2015 i 2017. Mistrz świata juniorów w 2013 roku.